# Emil Wilhelm von Georgii-Georgenau
Emil Wilhelm von Georgii-Georgenau (* 1. Dezember 1820 in Calw; † 23. Dezember 1894 in Stuttgart) war ein deutscher Bankier und Philanthrop.

## Abstammung
Emil Wilhelm Georgii war ein Sohn des württembergischen Bergrats Eberhard Heinrich Georgii (1788–1852), Sohn von Eberhard Heinrich Georgii und dessen Ehefrau Wilhelmine (1793–1875), einer Tochter des Kaufmanns Christoph Mose Doertenbach (1753–1819), auch bekannt als „Silbermose“, und dessen Ehefrau Eva Maria Vischer (1758–1812) aus Calw. 

## Leben
Emil Wilhelm Georgii absolvierte seine Schulausbildung in Calw und eine Kaufmannslehre in Karlsruhe. Zusammen mit seinem Vater sowie Johann Georg Doertenbach und dessen Sohn Georg Martin Doertenbach gründete er 1845 in Stuttgart das Bankgeschäft Doertenbach & Cie. in der Nachfolge der gleichnamigen 1721 von Mose Doertenbach gegründeten Bergwerksgesellschaft in Calw. 1870 wurde er von König Karl in den erblichen Adelsstand erhoben. Damit ging die Änderung des Familiennamens zu von Georgii-Georgenau einher. Sein Hofgut hatte Emil Wilhelm von Georgii-Georgenau 1862 mit königlicher Bewilligung in Georgenau umbenannt.
Das Bankunternehmen in Stuttgart war erfolgreich. Emil Wilhelm von Georgii-Georgenau war Aufsichtsratsvorsitzender der Maschinenfabrik Eßlingen und einer Baumwollspinnerei in Eßlingen am Neckar. Er war bis 1892 niederländischer Generalkonsul in Stuttgart.
Emil Wilhelm von Georgii-Georgenau heiratete 1847 Sophie Emilie von Gärttner (1826–1892), eine Tochter des Württembergischen Finanzministers Karl von Gärttner. Aus der Ehe gingen zwei Söhne hervor, darunter der Genealoge Eberhard Emil von Georgii-Georgenau, Verfasser der Biographisch-Genealogischen Blätter. Aus und über Schwaben (1879).

## Stiftungen
1868 stiftete Emil Wilhelm von Georgii-Georgenau der Stadt Calw das Georgenäum. Dieses Bauwerk beherbergte eine öffentliche Bibliothek – den Grundstock für die spätere Stadtbibliothek –, eine gewerbliche Fortbildungsschule, eine Frauenarbeitsschule und Arbeitsräume. Es wurde 1871 eingeweiht.
Die „Von-Georgii-Georgenau-Stiftung“ gründete er 1872 in Straßburg. Sie hatte das Ziel, bei der elsässischen Jugend die Kenntnis der deutschen Sprache und Geschichte zu fördern.
In der Nähe seines Mustergutes Georgenau bei Möttlingen stiftete er den Waldensergarten. Dieser sollte an die aus ihrer Heimat vertriebenen und hier angesiedelten Waldenser erinnern.

## Veröffentlichungen
- Sammlung von Urkunden, Lebensbeschreibungen und Briefen, die Georgii’sche Familie betreffend aus den Jahren 1655–1840. Rieger, Stuttgart 1869
- Sammlung von Lebensbeschreibungen, Briefen und sonstigen Urkunden betreffend die Georgii’sche Familie. Zugleich Beiträge zur Geschichte Württembergs und Deutschlands. Müller, Stuttgart 1876, archive.org
- Sammlung von Lebensbeschreibungen, Briefen und sonstigen Urkunden betreffend die anno 1691 in Württemberg eingewanderte Familie des Königlich Niederländischen General-Consuls für Württemberg Georgii-Georgenau. Zugleich zur Geschichte Württembergs und Deutschlands. Müller, Stuttgart 1879
- Betrachtungen über die nothleidende Landwirthschaft. Dem Landmann sowie seinen Freunden und Gönnern gewidmet. Stuttgart 1883